# Boudinar
Boudinar (en àrab بودينار, Būdīnār; en amazic ⴱⵓⴷⵉⵏⴰⵔ) és una comuna rural de la província de Driouch, a la regió de L'Oriental, al Marroc. Segons el cens de 2014 tenia una població total de 9.863 persones.